# Пилль, Михкель Петрович
Михкель Петрович Пилль (7 января 1884, Курессааре, Вильяндимаа — 19 июня 1951, Йыгева) — советский и эстонский учёный, селекционер зерновых культур. Заслуженный деятель науки Эстонской ССР (1945).

## Биография
Сын фермера. Учился в приходской школе Курессааре (1894—1895), в школе Тарвасту (1895—1898), в реальном училище Тарту (1898—1905). В 1906—1916 (с перерывами) изучал ботанику в Тартуском университете, но диплома не получил.
В 1909 г. после смерти отца унаследовал его ферму.
Инициатор основания в 1919 г. в Эстонии двух организаций: Эстонского общества сортоулучшения, на которое было возложено решение вопросов подбора сортов и селекции, и Эстонского товарищества сортового семеноводства по размножению и распространению лучших сортов. В 1920—1951 член правления этих обществ. Способствовал расширению в Эстонии посевов пшеницы.
С 1945 директор Иыгевской государственной селекционной станции. С 1946 года член-корреспондент Академии наук Эстонской ССР (первый состав).
Сталинская премия 1948 года — за выведение новых высокоурожайных сортов зерновых культур: озимой ржи «Иыгева 1», озимой пшеницы «Луунья», яровой пшеницы «Иыгева Каука», ячменя «Иыгева 453»